# Phoebanthus
Phoebanthus es un género de plantas con flores perteneciente a la familia  Asteraceae.  Comprende 2 especies descritas y  aceptadas.

## Taxonomía
El género fue descrito por Sidney Fay Blake y publicado en Proceedings of the American Academy of Arts and Sciences 51(10): 520–521. 1916. La especie tipo es Phoebanthus grandiflorus (Torr. & A.Gray) S.F.Blake	

## Especies aceptadas
A continuación se brinda un listado de las especies del género Phoebanthus aceptadas hasta julio de 2012, ordenadas alfabéticamente. Para cada una se indica el nombre binomial seguido del autor, abreviado según las convenciones y usos.
- Phoebanthus grandiflorus (Torr. & A.Gray) S.F.Blake
- Phoebanthus tenuifolius (Torr. & A.Gray) S.F.Blake